# Бекетов, Николай Петрович
Бекетов Николай Петрович — художник монументального и декоративно-прикладного искусства. Член Союза художников Казахстана (1987). Член СХ СССР, России (1987).
Член Международной общественной ассоциации «Союз дизайнеров» (1992). Заслуженный художник Российской Федерации (2001). Член-корреспондент Российской академии художеств (Отделение дизайна, 2020).

## Биография
Родился 16 апреля 1955 года в селе Семиозерное Кустанайской области Казахской ССР.
В 1974 году окончил Алма-Атинское художественное училище им. Н. В. Гоголя.
В 1982 году окончил с отличием Московское высшее художественно-промышленное училище, мастерская под руководством профессора А. А. Мельника.
Профессиональная деятельность: художник монументального и декоративно-прикладного искусства Павлодарских художественно-производственных мастерских Художественного фонда Казахской ССР (1982-1992); руководитель производственно-творческой мастерской (2017); куратор Международного симпозиума «Прогулки по траве» (2017г.), Всероссийских симпозиумов «Коллекция» (2018) и «Коллаборация. Творческие дуэты» (2019), 4-го Национального симпозиума керамики «Хранители Кавказа» (2020), творческих встреч «Подмосковные вечера» (2021).
Автор ряда скульптурных рельефов, литых витражей и мозаик для городов и областных центров Казахстана (Павлодар, Ермак, Экибастуз), архитектурного декора из керамики в Москве и Московской области. Совместно с М.П. Бекетовым выполнил рельефы «Цветок», «Кораллы», «Флора» и «Фауна» для двухзального кинотеатра Баян-аул в Павлодаре (1985-1986гг.).
Произведения находятся в собраниях музеев России, Средней Азии, Казахстана, а также в частных коллекциях Европы и США.
Участник выставок, творческих симпозиумов в России, Азии, Балтии, Австрии, Испании с 1981 года.
Педагогическая деятельность: доцент кафедры ДПИ ГГУ (2002-2017гг.).
Разработал и внедрил Новую технологию производства керамических изделий, выпустил серию керамических вазонов-кашпо и серию интерьерных фонтанов значительных размеров.
Живёт и работает в Москве.
Общественные награды
- Лауреат Среднеазиатского молодежного конкурса «Жигер-Прорыв» в разделе Декоративно-прикладное искусство (1985)

Награды РАХ
- Бронзовая медаль «Достойному» (2017)
- Диплом (2020)